# Hampden Park
Hampden Park (adesea numit simplu Hampden) este un stadion din Glasgow, Scoția. Arena cu o capacitate de 52.025 de locuri servește ca stadion național pentru fotbalul din Scoția. El este stadionul de casă tradițional al echipei naționale de fotbal a Scoției și a clubului Queen's Park FC, de asemenea regulat găzduiește meciuri din fazele superioare ale Cupei Scoției și Cupa Ligii Scoției. Stadionul mai este utilizat pentru concerte muzicale și alte evenimente sportive.
În secolul al XIX-lea au existat două stadioane numite Hampden Park, construite în diferite locuri. Stadionul din locul actual a fost deschis pe 31 octombrie 1903. Hampden a fost cel mai mare stadion din lume la momentul inaugurării, cu o capacitate de peste 100.000 de locuri. Aceasta a fost mărită între 1927 și 1937, atingînd apogeul de 150.000 de locuri. Recordul de audiență a stadionului a fost 149.415 de spectatori, la un meci dintre Scoția și Anglia din 1937, acesta fiind și recordul european pentru un meci de fotbal internațional. Normele de siguranță stricte au impus ca capacitatea arenei să fie redusă până la 81.000 de locuri în 1977. Stadionul a fost complet renovat de atunci, cu cea mai recentă lucrare fiind finalizată în 1999.

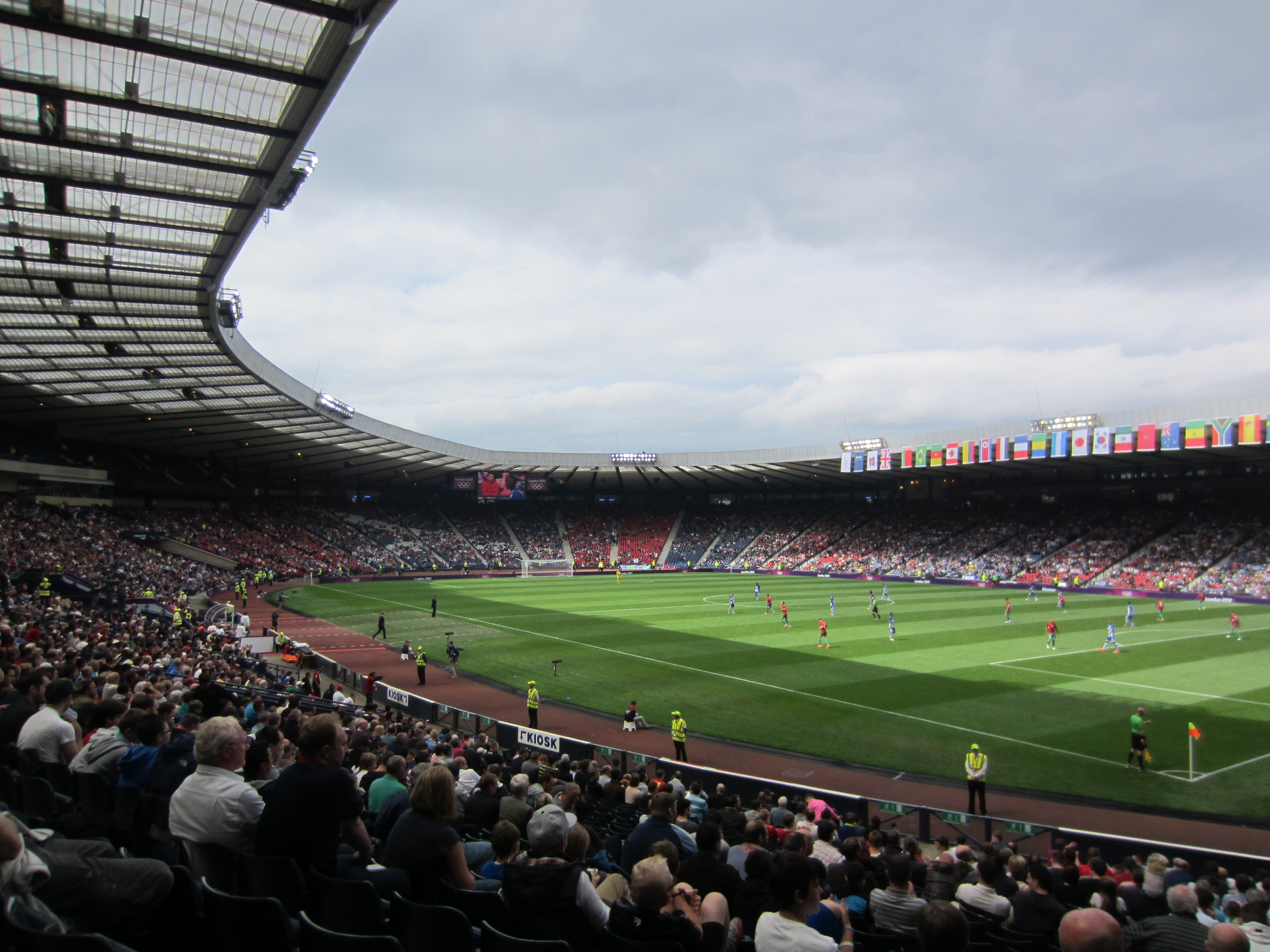
Hampden Park la Jocurile Olimpice de vară din 2012

Stadionul este gazda sediilor Scottish Football Association (SFA) și Scottish Professional Football League (SPFL). Hampden a găzduit numeroase evenimente sportive prestigioase, printre care de 3 ori Finala Ligii Campionilor, două finale de Cupa Cupelor UEFA și o finală de Cupa UEFA. Hampden este un stadion de categoria a 4-a UEFA.

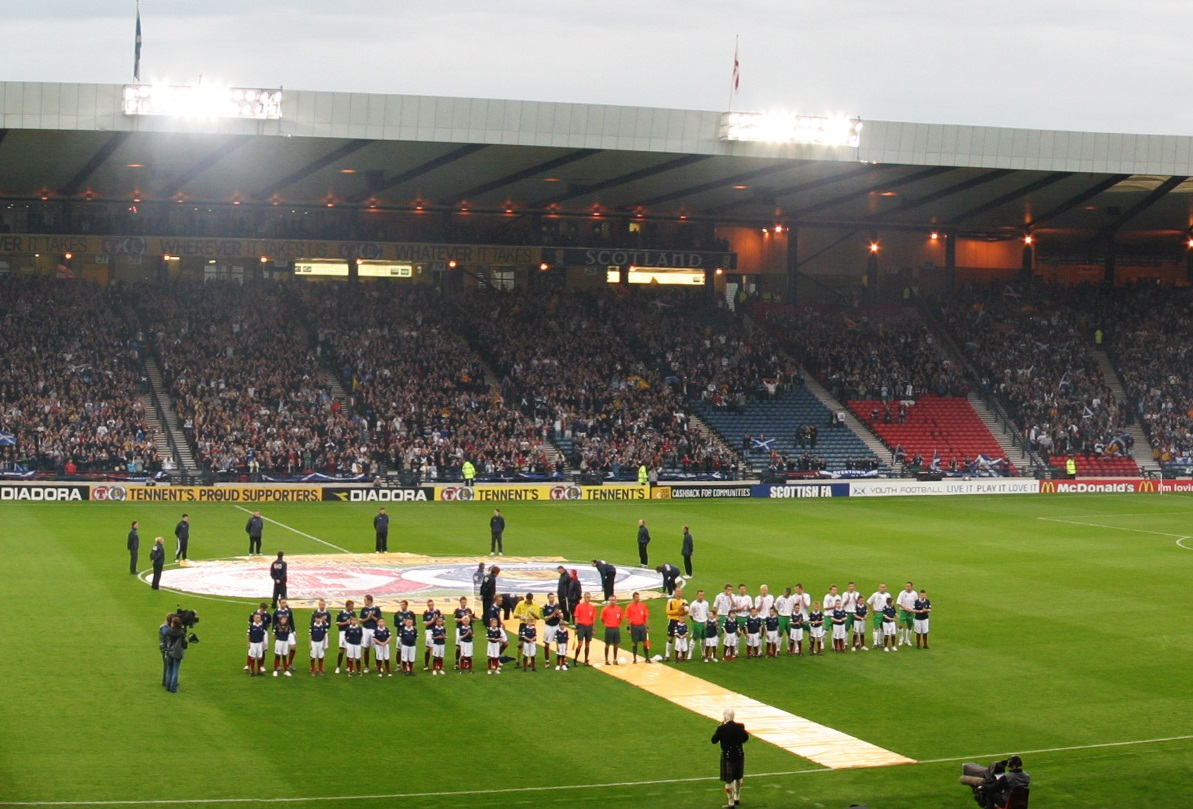
Scoția și Irlanda de Nord înainte de un meci amical pe Hampden în august 2008

## Alte utilizări
Stadionul a găzduit patru meciuri de rugby union:
| 17 noiembrie 1906 | 1906 Autumn International Series | Scoția        | 6  | Africa de Sud | 0  |
| 28 august 1999    | Amical                           | Scoția        | 60 | România       | 19 |
| 15 octombrie 1999 | Rugby World Cup 1999 (Pool 1)    | Africa de Sud | 39 | Uruguay       | 3  |
| 20 noiembrie 2004 | 2004 Autumn International Series | Scoția        | 17 | Australia     | 31 |